# Měkynec
Měkynec [ˈmnjɛkɪnɛt͡s] (deutsch Mikienetz, auch Miekinetz) ist eine Gemeinde in Tschechien. Sie liegt sechs Kilometer nordwestlich von Bavorov in Südböhmen und gehört zum Okres Strakonice.

## Geographie

### Geographische Lage

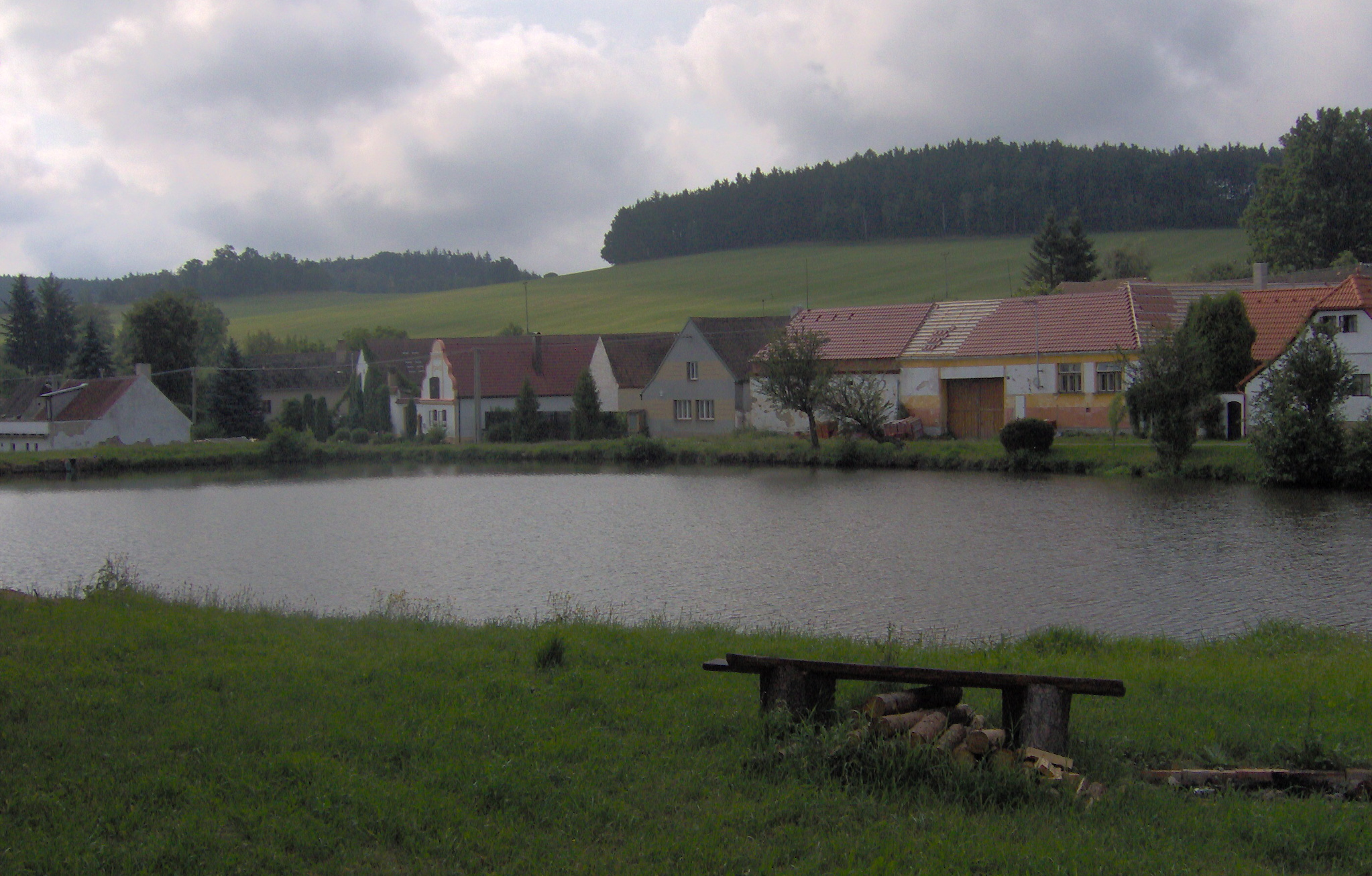
Ortsansicht

Měkynec liegt im Tal des Baches Měkynecký potok im Vorland des Böhmerwaldes. Nördlich erhebt sich die Varta (536 m), im Nordosten der Hanžlů vršek (538 m) und die Kráseka (555 m), östlich der Hrad (667 m), im Südosten die Neděliště (602 m), Ovčárky (593 m) und der Ovče (583 m), südlich die Jezvina (582 m), im Südwesten der Malošín (683 m) mit der Ruine Helfenburk, der Velký Šibák (687 m) und die Baba (654 m), westlich der Duškovec (656 m) sowie im Nordwesten die Skalka (620 m) und die Chmelovka (639 m). Im Westen erstreckt sich das Waldgebiet Mlaka. Den Mittelpunkt des Dorfes bildet ein größerer Teich auf dem Dorfplatz.

### Gemeindegliederung
Für die Gemeinde Měkynec sind keine Ortsteile ausgewiesen.

### Nachbargemeinden
Nachbarorte sind Kváskovice und Záluží im Norden, Chrást und Pivkovice im Nordosten, Bílsko im Osten, Budyně und Útěšov im Südosten, Krajníčko im Süden, Koječín und Jiřetice im Südwesten, Čepřovice und Ovčín im Westen sowie Střítež und Skály im Nordwesten.

## Geschichte
Die erste schriftliche Erwähnung von Měkynec erfolgte 1334, als Margarethe von Rosenberg, die Witwe Bavors III. von Strakonitz, einen Teil der Herrschaft Bavorov mit dem Städtchen Bavorov und 24 Dörfern ihrem Bruder Peter I. von Rosenberg überschrieb. Im Jahre 1351 erwarben dessen Söhne Peter, Jost, Ulrich und Johann diese Güter von Wilhelm von Strakonitz gegen eine Zahlung von 1000 Schock Böhmische Groschen auch erblich. Ab 1357 ließen die Gebrüder von Rosenberg auf dem Malošín die Helfenburg erbauen. Die neue Herrschaft Helfenburg umfasste die Städtchen Bavorov und Strunkovice sowie die Dörfer Hracholusky, Vitějovice, Žernovice, Nebahovy, Svojnice, Žíchovec, Lhota Nová, zwei Dörfer namens Lhota, Leskovec, Blanice, Svinětice, Budyně, Netonice, Radějovice, Kváskovice, Skály, Zaluží, Měkynec, Krajníčko, Štětín, Útěšov und Hájek. 1593 verkaufte der letzte Rosenberger Peter Wok von Rosenberg die Herrschaft Helfenburg mit der verlassenen Helfenburg für 40.000 Meißnische Schock der Stadt Prachatice. Wegen Unterstützung des böhmischen Ständeaufstands verlor Prachatice nach der Schlacht am Weißen Berg seine Besitzungen durch kaiserliche Konfiskation. Die inzwischen als Gut Barau bezeichnete ehemalige Herrschaft Helfenburg fiel an die Böhmische Kammer. 1622 schenkte Kaiser Ferdinand II. die Herrschaft Nettolitz und das Gut Barau seinem Hofkammerpräsidenten Hans Ulrich von Eggenberg für dessen Verdienste in der Katholischen Liga. Dieser vereinigte beide Güter zu einem Dominium mit dem Amtsdorf Peterhof. Nach dem Aussterben der Eggenberger 1719 fiel die Allodialherrschaft Nettolitz samt dem Gut Barau an die Fürsten Schwarzenberg.
Im Jahre 1840 bestand Miekinetz / Měkinec aus 31 Häusern mit 240 tschechischsprachigen Einwohnern. Das Dorf war Sitz eines herrschaftlichen Gerichts für die Dörfer Miekinetz, Kranitz, Saluschy (Záluží) und Autieschow (Útěšov). Pfarrort war Blsko. Bis zur Mitte des 19. Jahrhunderts blieb Miekinetz immer der Allodialherrschaft Nettolitz samt dem Gut Barau untertänig.
Nach der Aufhebung der Patrimonialherrschaften bildete Měkynec / Miekinetz ab 1850 mit dem Ortsteil Krajníčko eine Gemeinde in der Bezirkshauptmannschaft Písek und dem Gerichtsbezirk Vodňany. 1907 löste sich Krajníčko los und bildete eine eigene Gemeinde. Im Zuge der Errichtung des Okres Vodňany wurde Měkynec 1949 diesem zugeordnet und wurde nach dessen Aufhebung im Jahre 1960 Teil des Okres Strakonice. Am 1. April 1967 erfolgte die Eingemeindung nach Bílsko. Seit dem 24. November 1990 bildet Měkynec wieder eine eigene Gemeinde.

## Kultur und Sehenswürdigkeiten

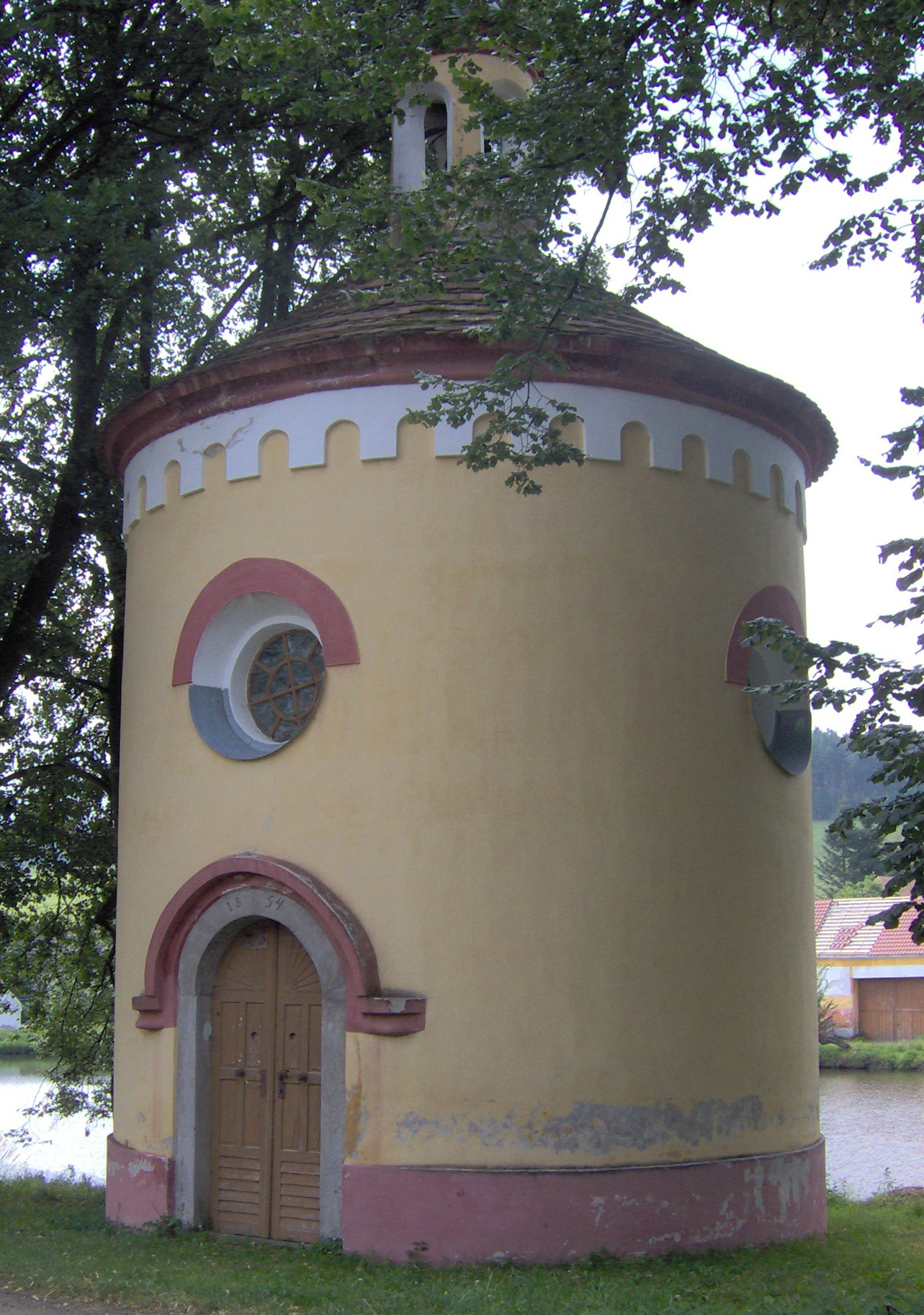
Kapelle des hl. Prokop

- Kapelle des hl. Prokop, am Teich auf dem Dorfplatz, erbaut 1854 in Rotundenform
- Ruine der Helfenburk, südwestlich des Dorfes
- Nischenkapelle an der Straßengabelung nach Bílsko und Záluží
- Gehöfte im Bauernbarockstil
- Bildstöcke am Hügel Křížová, am Wegekreuz nach Budyně und Krajíčko sowie in der Flur Kamýk